# Aspremont (Altos-Alpes)
Aspremont é uma comuna francesa na região administrativa da Provença-Alpes-Costa Azul, no departamento de Altos-Alpes. Estende-se por uma área de 18,52 km². Em 2010 a comuna tinha 368 habitantes (densidade: 19,9 hab./km²).